# Sopotnia Mała
Sopotnia Mała (deutsch 1939–1945 Klein Sopotnia) ist eine Ortschaft mit einem Schulzenamt der Gemeinde Jeleśnia im Powiat Żywiecki der Woiwodschaft Schlesien in Polen.

## Geographie
Der Ort liegt am Bach Sopotnia in den Saybuscher Beskiden (Beskid Żywiecki).

## Geschichte
Seit 1467 gehörte die Herrschaft Saybusch zur Adelsfamilie Komorowski, die eine Siedlungsaktion verliefen. Der Ort wurde etwa an der Wende des 15. Jahrhunderts von Walachen auf Rodungsland gegründet. Der Name ist wahrscheinlich abgeleitet vom veralteten Wort sopot, das bezeichnet Wasserfall.
Bei der Ersten Teilung Polens kam das Dorf 1772 zum neuen Königreich Galizien und Lodomerien des habsburgischen Kaiserreichs (ab 1804).
1918, nach dem Ende des Ersten Weltkriegs und dem Zusammenbruch der k.u.k. Monarchie, kam Sopotnia Mała zu Polen. Unterbrochen wurde dies nur durch die Besetzung Polens durch die Wehrmacht im Zweiten Weltkrieg. Es gehörte dann zum Landkreis Saybusch im Regierungsbezirk Kattowitz in der Provinz Schlesien (seit 1941 Provinz Oberschlesien). Im Rahmen der sogenannten Aktion Saybusch wurden am 22. September 1940 aus Sopotnia Mała 57 polnische Familien (264 Personen) vertrieben, um 11 volksdeutsche Familien (49 Personen) anzusiedeln. Andere Polen wurden nach Sopotnia Wielka umgesiedelt.
Von 1975 bis 1998 gehörte Sopotnia Mała zur Woiwodschaft Bielsko-Biała.